# Poa nivicola
Poa nivicola är en gräsart som beskrevs av Henry Nicholas Ridley. Poa nivicola ingår i släktet gröen, och familjen gräs. Inga underarter finns listade i Catalogue of Life.